# Janez Kopač
Janez Kopač, slovenski politik, poslanec in ekonomist, * 28. julij 1961, Ljubljana.
Janez Kopač je bil v letih 2012-2021 direktor Sekretariata Energetske skupnosti.

## Življenjepis

### Akademska in delovna kariera
Po končani gimnaziji je diplomiral in magistriral na Ekonomski fakulteti v Ljubljani ter doktoriral na Fakulteti za družbene vede leta 2021.
Zaposlen je bil v podjetjih: Bayer, Skovby Special Salg, Queens University,  Iskra Delta ter bil prokurist podjetja En plus (2005-08).
V letih 1988-2012 je bil nosilec številnih političnih funkcij v Zvezi socialistične mladine Slovenije, v Državnem zboru in v Vladi Republike Slovenije.
19. oktobra 2012 ga je ministrski svet Energetske skupnosti (Energy Community) imenoval za direktorja sekretariata te organizacije s sedežem na Dunaju. Mandat traja od 1.decembra 2012 do konca novembra 2015. Oktobra 2015 ga je ministrski svet ponovno imenoval za direktorja. Mandat traja do konca novembra 2018.  Novembra 2018 je bil znova imenovan za direktorja. Mandat je trajal do konca novembra 2021.
Po tem je kariero nadaljeval kot svetovalec ministrstvom pristojnim za energetiko in energetskim podjetjem v Bosni in Hercegovini, Gruziji, Kosovu, Moldaviji, Severni Makedoniji, Srbiji in Ukrajini.

### Politična kariera
Kopač je politično kariero pričel kot član univerzitetne konference in nato predsedstva Zveze socialistične mladine Slovenije (1988-90).
Leta 1992 je bil izvoljen v 1. državni zbor Republike Slovenije; v tem mandatu je bil član naslednjih delovnih teles:
- Odbor za finance in kreditno-monetarno politiko (predsednik),
- Komisija za evropske zadeve,
- Mandatno-imunitetna komisija,
- Odbor za nadzor proračuna in drugih javnih financ in

Odbor za zdravstvo, delo, družino in socialno politiko.
Leta 1992 je bil krajši čas tudi minister za finance.
Leta 1996 je bil ponovno izvoljen za poslanca Državnega zbora Republike Slovenije. V mandatu 1996-2000 je bil predsednik odbora za finance. Leta 1997 mu je Janez Drnovšek ponudil mesto zdravstvenega ministra, a zaradi koalicijskega dogovora ni zasedel tega položaja.
Leta 2000 je bil ponovno izvoljen za poslanca Državnega zbora Republike Slovenije in nato za ministra za okolje in prostor (kasneje za okolje, prostor in energijo) v vladi Janeza Drnovška. Ministrski mandat se mu je iztekel konec leta 2004.
Leta 2006 je bil na listi Liberalne demokracije Slovenije izvoljen v Mestni svet Mestne občine Ljubljana.
Leta 2008 je bil imenovan za vršilca dolžnosti generalnega direktorja direktorata za energijo na ministrstvu za gospodarstvo, leta 2009 pa je bil imenovan za petletni mandat na tej funkciji.
Na državnozborskih volitvah leta 2011 je kandidiral na listi Zares.
16. februarja 2012 ga je vlada Janeza Janše na prvi redni seji razrešila s položaja generalnega direktorja direktorata za energijo na ministrstvu za gospodarski razvoj in tehnologijo.
24.marca 2023 ga je Vlada Republike Slovenije predlagala Državnemu zboru v izvolitev za člana sveta Agencije za energijo z manadatom do 11.6.2026. 

### Objave
Janez Kopač je objavljal številne članke v Euractivu, Sobotni prilogi Dela, reviji Naš stik, na portalu Energetika.net in v številnih drugih publikacijah.
Knjige:
- Foreign Energy Policy of European Union in a Comparative Perspective, Založba FDV, Ljubljana, 2021, 331 str.
- Prirodoverje (soavtor Marko Hren), Akademija Staroslavov hram, Ljubljana,  2021, 67 str.
- Čezsoča - vas upornikov (zgodbe o Čezsoči), samozaložba, Ljubljana, 2021, 120 str.
- Med'n in Medanci skozi čas, samozaložba, Ljubljana, 2013, 72 str.
- Medno in Medanci skozi čas, samozaložba, Ljubljana, 2003, 64 str.
- Davki po novem, ČZP Enotnost, Ljubljana, 1991, 94 str.